# Amelin (województwo mazowieckie)
Amelin – wieś sołęcka w Polsce położona w województwie mazowieckim, w powiecie makowskim, w gminie Krasnosielc.
W latach 1975–1998 miejscowość administracyjnie należała do województwa ostrołęckiego.
W miejscowości znajduje się kościół, który jest siedzibą parafii Nawiedzenia NMP. W strukturze Kościoła rzymskokatolickiego parafia należy do metropolii białostockiej, diecezji łomżyńskiej, dekanatu Krasnosielc.